# Great Baddow
Great Baddow är en by och en civil parish i Chelmsford i Essex i England. Orten har 13 017 invånare (2001). Byn nämndes i Domedagsboken (Domesday Book) år 1086, och kallades då Baduuen.